# The Memory Mill
The Memory Mill è un cortometraggio muto del 1916. Il nome del regista non viene riportato. Fu l'ultimo film di Grace Lewis e di Edith Haldeman, un'attrice bambina che, dopo questa pellicola, si ritirò dagli schermi a undici anni.

## Produzione
Il film fu prodotto dalla Universal Film Manufacturing Company (con il nome Big U).

## Distribuzione
Distribuito dalla Universal Film Manufacturing Company, il film - un cortometraggio in una bobina - uscì nelle sale cinematografiche statunitensi l'8 settembre 1916.